# Vestbanen (kulle i Antarktis)
Vestbanen är en kulle i Antarktis. Den ligger i Östantarktis. Norge gör anspråk på området. Toppen på Vestbanen är 1 493 meter över havet.
Terrängen runt Vestbanen är platt västerut, men österut är den kuperad. Trakten är obefolkad. Det finns inga samhällen i närheten. 